# Hiroshi Yoshimura
Hiroshi Yoshimura (吉村弘 Yoshimura Hiroshi?, 22 de octubre de 1940 – 23 de octubre de 2003) fue un músico y compositor japonés. Es considerado un pionero de la música ambiental en Japón.

## Vida
Hiroshi Yoshimura nació en Yokohama (Japón) en 1940. En 1964 se gradúa en la Escuela de Letras, Artes y Ciencias de Waseda. 
Produjo performances y piezas de sonido, música medioambiental acompañada de diseños gráficos, diseño de sonido y poesía visual, trabajando también en el negocio del diseño de sonido en colaboración con TOA en particular. Creó el grupo de música computacional "Anonyme" en 1972. En 1978, la NHK le encarga la composición de la pieza "Alma's Cloud". Aparte de sus actividades en solitario e improvisación musical, se dedicó a la producción de música para galerías, museos y estaciones de tren. Estuvo a la vanguardia de la música medioambiental. Dio clases en la Facultad de Ingeniería de Chiba, en el departamento de diseño industrial, así como en la Universidad Kunitachi en el Departamento de Diseño de la Música, en ambos casos como profesor a tiempo parcial. Aparte, organizó talleres sobre la participación de los ciudadanos en los museos.
Yoshimura falleció en 2003 debido a un cáncer de piel.

## Discografía
- Music For Nine Post Cards (1982)
- Pier & Loft (1983)
- A・I・R (Air In Resort) (1984)
- Green (1986)
- Soundscape 1: Surround (1986)
- 静けさの本 (Static) (1986)
- Flora (1987)
- Wet Land (1993)
- Face Music (1994)
- Quiet Forest (クワイエット・フォレスト) (1998)
- Four Post Cards (2004)
- Soft Wave For Automatic Music Box (2005)